# McDonald (Kansas)
McDonald è un comune degli Stati Uniti d'America, situato nello Stato del Kansas, nella Contea di Rawlins.